# Naruto Shippuden/Episodenliste

Logo der Anime

Diese Episodenliste enthält alle Episoden der japanischen Animeserie Naruto Shippuden, sortiert nach der japanischen Erstausstrahlung und deutschen DVD-Einteilung. Nach dem Ende der Vorgängerserie Naruto wurden zwischen 2007 und 2017 insgesamt 500 Episoden in 26 Staffeln produziert, die in Japan wöchentlich ausgestrahlt wurden.

## Staffel 1
| Nr. (ges.) | Nr. (St.) | Deutscher Titel                         | Originaltitel                                               | Erstausstrahlung Japan | Deutschsprachige Erstausstrahlung (D) |
| ---------- | --------- | --------------------------------------- | ----------------------------------------------------------- | ---------------------- | ------------------------------------- |
| 1          | 1         | Die Heimkehr                            | 帰郷 (Kikyō)                                                | 15. Feb. 2007          | 23. Apr. 2009                         |
| 2          | 2         | Und schon wieder Trainingsplatz 3       | 暁、始動 (Akatsuki, Shidō)                                  | 15. Feb. 2007          | 24. Apr. 2009                         |
| 3          | 3         | Trainingserfolge                        | 修行の成果 (Shugyō no Seika)                                | 22. Feb. 2007          | 27. Apr. 2009                         |
| 4          | 4         | Die Jinchu-Kraft aus Sunagakure         | 砂の人柱力 (Suna no Jinchūriki)                             | 1. März 2007           | 28. Apr. 2009                         |
| 5          | 5         | Kazekage Gaara                          | 風影として...! (Kazekage Toshite...!)                       | 15. März 2007          | 29. Apr. 2009                         |
| 6          | 6         | Endlich wieder Nudelsuppe!              | ノルマクリアー (Norumakuriā)                                | 29. März 2007          | 30. Apr. 2009                         |
| 7          | 7         | Lauf, Kankuro, lauf!                    | 疾走れカンクロウ (Hashire Kankurō)                          | 29. März 2007          | 4. Mai 2009                           |
| 8          | 8         | Bereitmachen, Team Kakashi!             | 出撃、カカシ班 (Shutsugeki, Kakashi-han)                    | 12. Apr. 2007          | 5. Mai 2009                           |
| 9          | 9         | Verehrte Großmutter                     | 人柱力の涙 (Jinchūriki no Namida)                           | 12. Apr. 2007          | 6. Mai 2009                           |
| 10         | 10        | Die Neun Siegel des Phantomdrachens     | 封印術・幻龍九封尽 (Fūin Jutsu Genryū Kyū Fūjin)            | 19. Apr. 2007          | 7. Mai 2009                           |
| 11         | 11        | Heilende Hände                          | 医療忍者の弟子 (Iryō Ninja no Deshi)                        | 26. Apr. 2007          | 8. Mai 2009                           |
| 12         | 12        | Die Legende von den Bijuu-Geistern      | 隠居ババアの決意 (Inkyo Babā no Ketsui)                     | 3. Mai 2007            | 11. Mai 2009                          |
| 13         | 13        | Das Wasserdesaster                      | 因縁あいまみえる (Innen Aimamieru)                          | 10. Mai 2007           | 12. Mai 2009                          |
| 14         | 14        | Die fünf Haie                           | ナルトの成長 (Naruto no Seichō)                             | 17. Mai 2007           | 13. Mai 2009                          |
| 15         | 15        | Ein persönliches Jutsu                  | 隠し玉 名付けて...! (Kakushi-dama Nazukete...!)             | 24. Mai 2007           | 14. Mai 2009                          |
| 16         | 16        | Was wird aus Sunagakure?                | 人柱力の秘密 (Jinchūriki no Himitsu)                        | 31. Mai 2007           | 15. Mai 2009                          |
| 17         | 17        | Die Zeit drängt                         | 我愛羅死す! (Gaara Shisu!)                                  | 7. Juni 2007           | 18. Mai 2009                          |
| 18         | 18        | Die Barrikade                           | 突入! ボタンフックエントリー (Totsunyū! Botan Fukku Entorī) | 21. Juni 2007          | 19. Mai 2009                          |
| 19         | 19        | Team Guy gegen Team Guy?                | 罠作動! ガイ班の敵 (Wana Sadō! Gai-han no Teki)             | 5. Juli 2007           | 20. Mai 2009                          |
| 20         | 20        | Der unheimliche Marionettensammler      | ヒルコVS二人の女忍者 (Hiruko VS Futari no Kunoichi)         | 19. Juli 2007          | 21. Mai 2009                          |
| 21         | 21        | Ein giftiger Nebel                      | サソリの素顔 (Sasori no Sugao)                              | 26. Juli 2007          | 25. Mai 2009                          |
| 22         | 22        | Ein Ass im Ärmel                        | チヨの奥の手 (Chiyo no Okunote)                             | 2. Aug. 2007           | 26. Mai 2009                          |
| 23         | 23        | Der Eiserne Sand                        | 「父」と「母」 ("Chichi" to "Haha")                         | 2. Aug. 2007           | 27. Mai 2009                          |
| 24         | 24        | Sakura dreht auf                        | 三代目風影 (Sandaime Kazekage)                              | 9. Aug. 2007           | 28. Mai 2009                          |
| 25         | 25        | Drei entscheidende Minuten              | 生と死の三分間 (Sei to Shi no Sanpunkan)                    | 16. Aug. 2007          | 29. Mai 2009                          |
| 26         | 26        | Das Zehn-Finger-Jutsu                   | 十機VS百機 (Jukki VS Hyakki)                                | 23. Aug. 2007          | 2. Juni 2009                          |
| 27         | 27        | Der Traum, der nicht wahr werden konnte | 叶わぬ夢 (Kanawanu Yume)                                    | 30. Aug. 2007          | 3. Juni 2009                          |
| 28         | 28        | Stärker als gestern                     | 蘇る獣たち (Yomigaeru Kemono-tachi)                         | 13. Sep. 2007          | 4. Juni 2009                          |
| 29         | 29        | Kakashis Sharingan                      | カカシ開眼! (Kakashi Kaigan!)                               | 27. Sep. 2007          | 5. Juni 2009                          |
| 30         | 30        | Das Gewand des Fuchsgeistes             | 瞬間の美学 (Shunkan no Bigaku)                              | 27. Sep. 2007          | 8. Juni 2009                          |
| 31         | 31        | Der Kazekage kehrt zurück               | 継がれゆくもの (Tsugareyukumono)                            | 18. Okt. 2007          | 9. Juni 2009                          |
| 32         | 32        | Ein Junge namens Sai                    | 風影の帰還 (Kazekage no Kikan)                              | 25. Okt. 2007          | 10. Juni 2009                         |

## Staffel 2
| Nr. (ges.) | Nr. (St.) | Deutscher Titel                      | Originaltitel                                  | Erstausstrahlung Japan | Deutschsprachige Erstausstrahlung (D) |
| ---------- | --------- | ------------------------------------ | ---------------------------------------------- | ---------------------- | ------------------------------------- |
| 33         | 1         | Eine Mission, aber kein Team!        | 新たなる目標 (Aratanaru Mokuhyō)               | 8. Nov. 2007           | 11. Juni 2009                         |
| 34         | 2         | Team Kakashi – neu formiert!         | 結成! 新カカシ班 (Kessei! Shin Kakashi-han)    | 15. Nov. 2007          | 12. Juni 2009                         |
| 35         | 3         | Der unnötige Ersatzmann              | 画蛇添足 (Gadatensoku)                         | 22. Nov. 2007          | 15. Juni 2009                         |
| 36         | 4         | Lächeln hilft – manchmal auch nicht! | 偽りの笑顔 (Itsuwari no Egao)                  | 29. Nov. 2007          | 16. Juni 2009                         |
| 37         | 5         | Das Buddy-Prinzip                    | 無題 (Mudai)                                   | 29. Nov. 2007          | 17. Juni 2009                         |
| 38         | 6         | Zusammen- und Gegenspiel             | 模擬戦闘訓練 (Mogi Sentō Kunren)               | 6. Dez. 2007           | 18. Juni 2009                         |
| 39         | 7         | Die Tarnung fliegt auf!              | 天地橋 (Tenchi-hashi)                          | 13. Dez. 2007          | 19. Juni 2009                         |
| 40         | 8         | Der Fuchsgeist in Aktion             | 九尾解放 (Kyūbi Kaihō)                         | 20. Dez. 2007          | 22. Juni 2009                         |
| 41         | 9         | Die Jinchu-Kraft, die jeder will!    | 極秘任務 (Gokuhi Ninmu)                        | 20. Dez. 2007          | 23. Juni 2009                         |
| 42         | 10        | Ein würdiger Gegner                  | 大蛇丸VS人柱力 (Orochimaru VS Jinchūriki)      | 10. Jan. 2008          | 24. Juni 2009                         |
| 43         | 11        | Sakuras Tränen                       | サクラの涙 (Sakura no Namida)                  | 17. Jan. 2008          | 25. Juni 2009                         |
| 44         | 12        | Die Mission, die keiner kannte       | 戦いの顛末 (Tatakai no Tenmatsu)               | 24. Jan. 2008          | 26. Juni 2009                         |
| 45         | 13        | Die Frucht des Verrates              | 裏切りの果て (Uragiri no Hate)                 | 31. Jan. 2008          | 29. Juni 2009                         |
| 46         | 14        | Ein Buch gibt Rätsel auf             | 未完の頁 (Mikan no Pēji)                       | 7. Feb. 2008           | 30. Juni 2009                         |
| 47         | 15        | Vorstoß in das Nest der Giftschlange | 潜入! 毒蛇の巣窟 (Sennyū! Dokuhebi no Sōkutsu) | 14. Feb. 2008          | 1. Juli 2009                          |
| 48         | 16        | Ein Einbruch und ein Ausbruch        | つながり (Tsunagari)                           | 28. Feb. 2008          | 2. Juli 2009                          |
| 49         | 17        | Wertvolle Dinge                      | 大切なモノ (Taisetsuna Mono)                   | 6. März 2008           | 3. Juli 2009                          |
| 50         | 18        | Auf welcher Seite?                   | 絵本が語る物語 (Ehon ga Kataru Monogatari)     | 13. März 2008          | 6. Juli 2009                          |
| 51         | 19        | Freundschaft in Gefahr               | 再開 (Saikai)                                  | 20. März 2008          | 7. Juli 2009                          |
| 52         | 20        | Kommt Sasuke zurück?                 | うちはの力 (Uchiha no Chikara)                 | 20. März 2008          | 8. Juli 2009                          |
| 53         | 21        | Zu hoch gepokert?                    | 題名 (Daimei)                                  | 3. Apr. 2008           | 29. März 2010                         |

## Staffel 3
| Nr. (ges.) | Nr. (St.) | Deutscher Titel                                 | Originaltitel                      | Erstausstrahlung Japan | Deutschsprachige Erstausstrahlung (D) |
| ---------- | --------- | ----------------------------------------------- | ---------------------------------- | ---------------------- | ------------------------------------- |
| 54         | 1         | Sai gewinnt eine Erkenntnis – und ein Veilchen! | 悪夢 (Akumu)                       | 3. Apr. 2008           | 29. März 2010                         |
| 55         | 2         | Chakra-Element Wind                             | 旋風 (Kaze)                        | 17. Apr. 2008          | 30. März 2010                         |
| 56         | 3         | Sich krümmen und winden                         | うごめく (Ugomeku)                 | 24. Apr. 2008          | 30. März 2010                         |
| 57         | 4         | Gefangen im ewigen Schlaf                       | 奪われた永眠り (Ubawareta Nemuri)  | 8. Mai 2008            | 31. März 2010                         |
| 58         | 5         | Der einsame Mönch                               | 孤独 (Kodoku)                      | 8. Mai 2008            | 31. März 2010                         |
| 59         | 6         | Ein gefährlicher Weg                            | 新たな敵 (Aratana Teki)            | 15. Mai 2008           | 6. Apr. 2010                          |
| 60         | 7         | Allein im Fallen-Labyrinth                      | 有為転変 (Uitenpen)                | 22. Mai 2008           | 6. Apr. 2010                          |
| 61         | 8         | Küssen verboten                                 | 接触 (Sesshoku)                    | 29. Mai 2008           | 7. Apr. 2010                          |
| 62         | 9         | Die Sache mit dem Mops                          | チームメイト (Chīmumeito)          | 5. Juni 2008           | 7. Apr. 2010                          |
| 63         | 10        | Die zwei Könige                                 | 二つの玉 (Futatsu no Gyoku)        | 19. Juni 2008          | 8. Apr. 2010                          |
| 64         | 11        | Das pechschwarze Signalfeuer                    | 漆黒の狼煙 (Shikkoku no Noroshi)   | 3. Juli 2008           | 8. Apr. 2010                          |
| 65         | 12        | Die Versiegelung der Dunkelheit                 | 暗黒の施錠 (Ankoku no Sejō)        | 3. Juli 2008           | 9. Apr. 2010                          |
| 66         | 13        | Blitze über Konoha                              | 黄泉がえる魂 (Yomigaeru Tamashī)   | 10. Juli 2008          | 9. Apr. 2010                          |
| 67         | 14        | Ein Himmelreich für einen Plan                  | それぞれの死闘 (Sorezore no Shitō) | 24. Juli 2008          | 12. Apr. 2010                         |
| 68         | 15        | Der Augenblick des Erwachens                    | 目覚めの刻 (Mezame no Toki)        | 31. Juli 2008          | 12. Apr. 2010                         |
| 69         | 16        | Das Siegel wird gelöst                          | 絶望 (Zetsubō)                     | 31. Juli 2008          | 13. Apr. 2010                         |
| 70         | 17        | Eine Frage der Ehre                             | 共鳴 (Kyōmei)                      | 7. Aug. 2008           | 13. Apr. 2010                         |
| 71         | 18        | Feind verloren, Freund gewonnen                 | 友よ (Tomo yo)                     | 14. Aug. 2008          | 14. Apr. 2010                         |

## Staffel 4
| Nr. (ges.) | Nr. (St.) | Deutscher Titel                | Originaltitel                                  | Erstausstrahlung Japan | Deutschsprachige Erstausstrahlung (D) |
| ---------- | --------- | ------------------------------ | ---------------------------------------------- | ---------------------- | ------------------------------------- |
| 72         | 1         | Die Geisterkatze               | 忍び寄る脅威 (Shinobiyoru Kyōi)                | 21. Aug. 2008          | 14. Apr. 2010                         |
| 73         | 2         | Eile geboten!                  | 「暁」侵攻 ("Akatsuki" Shinkō)                 | 28. Aug. 2008          | 15. Apr. 2010                         |
| 74         | 3         | Unter dem Sternenhimmel        | 星空の下で (Hoshizora no Shita de)             | 4. Sep. 2008           | 15. Apr. 2010                         |
| 75         | 4         | Das Gebet des alten Mönches    | 老僧の祈り (Rōsō no Inori)                     | 11. Sep. 2008          | 16. Apr. 2010                         |
| 76         | 5         | Der nächste Schritt            | 次なる段階 (Tsuginaru Dankai)                  | 25. Sep. 2008          | 16. Apr. 2010                         |
| 77         | 6         | Der Silberne General           | 棒銀 (Bōgin)                                   | 25. Sep. 2008          | 19. Apr. 2010                         |
| 78         | 7         | Der magische Kreis             | 下された裁き (Kudasareta Sabaki)               | 2. Okt. 2008           | 19. Apr. 2010                         |
| 79         | 8         | Asumas letzter Kampf           | 届かぬ絶叫 (Todokanu Zekkyō)                   | 2. Okt. 2008           | 20. Apr. 2010                         |
| 80         | 9         | Wertvolle Erinnerungen         | 最期の言葉 (Saigo no Kotoba)                   | 16. Okt. 2008          | 20. Apr. 2010                         |
| 81         | 10        | Traurige Nachrichten           | 悲しき報せ (Kanashiki Shirase)                 | 23. Okt. 2008          | 21. Apr. 2010                         |
| 82         | 11        | Team Nummer zehn               | 第十班 (Daijū-han)                             | 30. Okt. 2008          | 21. Apr. 2010                         |
| 83         | 12        | Asumas Vermächtnis             | 標的捕捉 (Hyōteki Hosoku)                      | 6. Nov. 2008           | 22. Apr. 2010                         |
| 84         | 13        | Nur 24 Stunden!                | 角都の能力 (Kakuzu no Nōryoku)                 | 13. Nov. 2008          | 22. Apr. 2010                         |
| 85         | 14        | Der Herzdieb                   | 恐るべき秘密 (Osorubeki Himitsu)               | 20. Nov. 2008          | 23. Apr. 2010                         |
| 86         | 15        | Shikamarus genialer Schachzug  | シカマルの才 (Shikamaru no Sai)                | 4. Dez. 2008           | 23. Apr. 2010                         |
| 87         | 16        | Ein besonderer Teil des Waldes | 人を呪わば穴二つ (Hito o Norowaba Ana Futatsu) | 4. Dez. 2008           | 26. Apr. 2010                         |
| 88         | 17        | Windversteck: Rasen-Shuriken   | 風遁 螺旋手裏剣 (Fūton Rasen Shuriken)         | 11. Dez. 2008          | 26. Apr. 2010                         |

## Staffel 5
| Nr. (ges.) | Nr. (St.) | Deutscher Titel                             | Originaltitel                                    | Erstausstrahlung Japan | Deutschsprachige Erstausstrahlung (D) |
| ---------- | --------- | ------------------------------------------- | ------------------------------------------------ | ---------------------- | ------------------------------------- |
| 89         | 1         | Tsunades seltsame Entdeckung                | 力の代償 (Chikara no Daishō)                     | 18. Dez. 2008          | 27. Apr. 2010                         |
| 90         | 2         | Die Entscheidung eines Shinobi              | 忍びの決意 (Shinobi no Ketsui)                   | 25. Dez. 2008          | 27. Apr. 2010                         |
| 91         | 3         | Im Dorf der heißen Quellen                  | 発見 大蛇丸のアジト (Hakken Orochimaru no Ajito) | 8. Jan. 2009           | 28. Apr. 2010                         |
| 92         | 4         | Fliegen fangen leicht gemacht!              | 遭遇 (Sōgū)                                      | 15. Jan. 2009          | 28. Apr. 2010                         |
| 93         | 5         | Die Verbindung der Gefühle                  | 通い合う心 (Kayoiau Kokoro)                      | 22. Jan. 2009          | 29. Apr. 2010                         |
| 94         | 6         | Orochimarus Pläne in Gefahr                 | 雨一夜 (Ame Hitoyo)                              | 29. Jan. 2009          | 29. Apr. 2010                         |
| 95         | 7         | Die beiden Glücksbringer                    | ふたつのお守り (Futatsu no Omamori)              | 5. Feb. 2009           | 30. Apr. 2010                         |
| 96         | 8         | Der Nebel, der alle Spuren beseitigt        | 見えざる敵 (Miezaru Teki)                        | 12. Feb. 2009          | 30. Apr. 2010                         |
| 97         | 9         | Das Labyrinth der verzerrten Reflexionen    | 乱反射の迷宮 (Ranhansha no Meikyū)               | 19. Feb. 2009          | 3. Mai 2010                           |
| 98         | 10        | Der Trick mit den Fledermäusen              | 現れた標的 (Arawareta Hyōteki)                   | 26. Feb. 2009          | 3. Mai 2010                           |
| 99         | 11        | Der unheimliche See                         | 荒れ狂う尾獣 (Arekurū Bijū)                      | 5. März 2009           | 4. Mai 2010                           |
| 100        | 12        | Mitten im Nebel                             | 霧の中で (Kiri no Naka de)                       | 12. März 2009          | 4. Mai 2010                           |
| 101        | 13        | Auf eigene Faust!                           | それぞれの思い (Sorezore no Omoi)                | 26. März 2009          | 5. Mai 2010                           |
| 102        | 14        | Alte Mission, neue Ziele!                   | 再編成! (Saihensei!)                             | 26. März 2009          | 5. Mai 2010                           |
| 103        | 15        | Der mit dem Herzen sieht                    | 結界四方封陣 (Kekkai Shihō Fūjin)                | 9. Apr. 2009           | 6. Mai 2010                           |
| 104        | 16        | Der Aufbruch des Kristallverstecks          | 晶遁崩し (Shōton Kuzushi)                        | 9. Apr. 2009           | 6. Mai 2010                           |
| 105        | 17        | Die Versiegelungsbarriere kippt!            | 結界攻防戦 (Kekkai Kōbōsen)                      | 16. Apr. 2009          | 7. Mai 2010                           |
| 106        | 18        | Rote Kamelien                               | 赤い椿 (Akai Tsubaki)                            | 23. Apr. 2009          | 7. Mai 2010                           |
| 107        | 19        | Zwei im gleichen Boot!                      | 呉越同舟 (Goetsudōshū)                           | 30. Apr. 2009          | 10. Mai 2010                          |
| 108        | 20        | Der Weg nach draußen, den es nicht gibt!    | 椿の道標 (Tsubaki no Michishirube)               | 7. Mai 2009            | 10. Mai 2010                          |
| 109        | 21        | Kabutos geheimer Trick                      | 呪印の逆襲 (Juin no Gyakushū)                    | 14. Mai 2009           | 11. Mai 2010                          |
| 110        | 22        | Yuukimaru erfährt die Wahrheit              | 罪の記憶 (Tsumi no Kioku)                        | 21. Mai 2009           | 11. Mai 2010                          |
| 111        | 23        | Der Kristall zerbricht                      | 砕かれた約束 (Kudakareta Yakusoku)               | 28. Mai 2009           | 12. Mai 2010                          |
| 112        | 24        | Ein Ort, an den man immer zurückkehren kann | 帰るべき場所 (Kaerubeki Basho)                   | 4. Juni 2009           | 12. Okt. 2010                         |

## Staffel 6
| Nr. (ges.) | Nr. (St.) | Deutscher Titel                           | Originaltitel                                                                         | Erstausstrahlung Japan | Deutschsprachige Erstausstrahlung (D) |
| ---------- | --------- | ----------------------------------------- | ------------------------------------------------------------------------------------- | ---------------------- | ------------------------------------- |
| 113        | 1         | Der Schüler der Schlange                  | 大蛇の瞳孔 (Orochi no Dōkō)                                                           | 11. Juni 2009          | 12. Okt. 2010                         |
| 114        | 2         | Ein wachsames Auge                        | 鷹の瞳 (Taka no Hitomi)                                                               | 18. Juni 2009          | 13. Okt. 2010                         |
| 115        | 3         | Geheimnisvolle Befreiung                  | 再不斬の大刀 (Zabuza no Daitō)                                                        | 25. Juni 2009          | 13. Okt. 2010                         |
| 116        | 4         | Überredungskünste gefragt                 | 鉄壁の番人 (Teppeki no Bannin)                                                        | 2. Juli 2009           | 14. Okt. 2010                         |
| 117        | 5         | Das nördliche Versteck                    | 北アジトの重吾 (Kita Ajito no Jūgo)                                                   | 9. Juli 2009           | 14. Okt. 2010                         |
| 118        | 6         | Formation!                                | 結成! (Kessei!)                                                                       | 23. Juli 2009          | 15. Okt. 2010                         |
| 119        | 7         | Aus dem Leben von Kakashi – Teil 1        | カカシ外伝～戦場のボーイズライフ～前編 (Kakashi Gaiden ~Senjō no Bōizu Raifu~ Zenpen) | 30. Juli 2009          | 15. Okt. 2010                         |
| 120        | 8         | Aus dem Leben von Kakashi – Teil 2        | カカシ外伝～戦場のボーイズライフ～後編 (Kakashi Gaiden ~Senjō no Bōizu Raifu~ Kōhen)  | 30. Juli 2009          | 18. Okt. 2010                         |
| 121        | 9         | Versammelt euch!                          | 動き出すものたち (Ugokidasu Mono-tachi)                                               | 6. Aug. 2009           | 18. Okt. 2010                         |
| 122        | 10        | Die große Jagd                            | 探索 (Tansaku)                                                                        | 13. Aug. 2009          | 19. Okt. 2010                         |
| 123        | 11        | Sasuke gegen Deidara                      | 激突 (Gekitotsu)                                                                      | 20. Aug. 2009          | 19. Okt. 2010                         |
| 124        | 12        | Das letzte Kunstwerk                      | 芸術 (Geijutsu)                                                                       | 27. Aug. 2009          | 20. Okt. 2010                         |
| 125        | 13        | In letzter Sekunde                        | 消失 (Shōshitsu)                                                                      | 3. Sep. 2009           | 20. Okt. 2010                         |
| 126        | 14        | Alte Freunde                              | 黄昏 (Tasogare)                                                                       | 10. Sep. 2009          | 21. Okt. 2010                         |
| 127        | 15        | Geschichten eines mutigen Ninjas – Teil 1 | ド根性忍伝～自来也忍法帖～前編 (Dokonjō Ninden ~Jiraiya Ninpōchō~ Zenpen)             | 24. Sep. 2009          | 21. Okt. 2010                         |
| 128        | 16        | Geschichten eines mutigen Ninjas – Teil 2 | ド根性忍伝～自来也忍法帖～後編 (Dokonjō Ninden ~Jiraiya Ninpōchō~ Kōhen)              | 24. Sep. 2009          | 22. Okt. 2010                         |
| 129        | 17        | Das Dorf des ewigen Regens                | 潜入! 雨隠れの里 (Sennyū! Amegakure no Sato)                                          | 8. Okt. 2009           | 22. Okt. 2010                         |
| 130        | 18        | Mensch oder Gott?                         | 神となった男 (Kami to Natta Otoko)                                                    | 8. Okt. 2009           | 25. Okt. 2010                         |
| 131        | 19        | Schüler gegen Meister                     | 発動! 仙人モード (Hatsudō! Sennin Mōdo)                                               | 15. Okt. 2009          | 25. Okt. 2010                         |
| 132        | 20        | Das Rinnegan der sechs Pfade              | ペイン六道、見参 (Pein Rikudō, Kenzan)                                                | 22. Okt. 2009          | 26. Okt. 2010                         |
| 133        | 21        | Das letzte Kapitel                        | 自来也豪傑物語 (Jiraiya Gōketsu Monogatari)                                           | 29. Okt. 2009          | 26. Okt. 2010                         |
| 134        | 22        | Itachis Einladung                         | 宴会の誘い (Enkai no Sasoi)                                                           | 5. Nov. 2009           | 27. Okt. 2010                         |
| 135        | 23        | Die Suche nach der Wahrheit               | 長き時間の中で... (Nagaki Jikan no Naka de...)                                        | 19. Nov. 2009          | 27. Okt. 2010                         |
| 136        | 24        | Licht und Schatten                        | 万華鏡写輪眼の光と闇 (Mangekyō Sharingan no Hikari to Yami)                           | 19. Nov. 2009          | 28. Okt. 2010                         |
| 137        | 25        | Kampf unter Brüdern                       | 天照 (Amaterasu)                                                                      | 26. Nov. 2009          | 28. Okt. 2010                         |
| 138        | 26        | Orochimarus Chance                        | 終焉 (Shūen)                                                                          | 3. Dez. 2009           | 18. Nov. 2010                         |
| 139        | 27        | Der geheimnisvolle Tobi                   | トビの謎 (Tobi no Nazo)                                                               | 10. Dez. 2009          | 18. Nov. 2010                         |
| 140        | 28        | Die Wahrheit über Itachi Uchiha – Teil 1  | 因縁 (Innen)                                                                          | 17. Dez. 2009          | 19. Nov. 2010                         |
| 141        | 29        | Die Wahrheit über Itachi Uchiha – Teil 2  | 真実 (Shinjitsu)                                                                      | 24. Dez. 2009          | 19. Nov. 2010                         |
| 142        | 30        | Ein außergewöhnlicher Gegner              | 雲雷峡の戦い (Unraikyō no Tatakai)                                                    | 7. Jan. 2010           | 22. Nov. 2010                         |
| 143        | 31        | Sasuke gegen den Achtschwänzigen          | 「八尾」対「サスケ」 ("Hachibi" tai "Sasuke")                                         | 14. Jan. 2010          | 22. Nov. 2010                         |

## Staffel 7
| Nr. (ges.) | Nr. (St.) | Deutscher Titel                          | Originaltitel                        | Erstausstrahlung Japan | Deutschsprachige Erstausstrahlung (D) |
| ---------- | --------- | ---------------------------------------- | ------------------------------------ | ---------------------- | ------------------------------------- |
| 144        | 1         | Lady Hotaru und der rätselhafte Wanderer | 風来坊 (Fūraibō)                     | 21. Jan. 2010          | 23. Nov. 2010                         |
| 145        | 2         | Die Erbin des verbotenen Jutsus          | 禁術の継承者 (Kinjutsu no Keishōsha) | 28. Jan. 2010          | 23. Nov. 2010                         |
| 146        | 3         | Erbe in Gefahr!                          | 継承者の想い (Keishōsha no Omoi)     | 4. Feb. 2010           | 24. Nov. 2010                         |
| 147        | 4         | Eine schwierige Verhandlung              | 抜け忍の過去 (Nukenin no Kako)       | 11. Feb. 2010          | 24. Nov. 2010                         |
| 148        | 5         | Hotarus schwere Bürde                    | 闇の継承者 (Yami no Keishōsha)       | 18. Feb. 2010          | 25. Nov. 2010                         |
| 149        | 6         | Eine trickreiche Täuschung               | 別離 (Betsuri)                       | 25. Feb. 2010          | 25. Nov. 2010                         |
| 150        | 7         | Aktivierung des verbotenen Jutsus        | 禁術発動 (Kinjutsu Hatsudō)          | 4. März 2010           | 26. Nov. 2010                         |
| 151        | 8         | Ein Sensei für Lady Hotaru               | 師弟 (Shitei)                        | 11. März 2010          | 26. Nov. 2010                         |

## Staffel 8
| Nr. (ges.) | Nr. (St.) | Deutscher Titel                             | Originaltitel                                                                 | Erstausstrahlung Japan | Deutschsprachige Erstausstrahlung (D) |
| ---------- | --------- | ------------------------------------------- | ----------------------------------------------------------------------------- | ---------------------- | ------------------------------------- |
| 152        | 1         | Düstere Neuigkeiten                         | 悲報 (Hihō)                                                                   | 25. März 2010          | 29. Nov. 2010                         |
| 153        | 2         | Folge dem Schatten deines Meisters          | 師の影を追って (Shi no Kage o Otte)                                           | 25. März 2010          | 29. Nov. 2010                         |
| 154        | 3         | Die Entschlüsselung                         | 暗号解読 (Angō Kaidoku)                                                       | 8. Apr. 2010           | 30. Nov. 2010                         |
| 155        | 4         | Der Weg zum Jutsu der Weisen                | 第一の課題 (Daiichi no Kadai)                                                 | 8. Apr. 2010           | 30. Nov. 2010                         |
| 156        | 5         | Übertriff deinen Meister!                   | 師を超えるとき (Shi o Koeru Toki)                                             | 15. Apr. 2010          | 1. Dez. 2010                          |
| 157        | 6         | Angriff auf Konoha                          | 木ノ葉襲撃 (Konoha Shūgeki)                                                   | 22. Apr. 2010          | 1. Dez. 2010                          |
| 158        | 7         | Die Kraft zu glauben                        | 信じる力 (Shinjiru Chikara)                                                   | 29. Apr. 2010          | 2. Dez. 2010                          |
| 159        | 8         | Pain gegen Kakashi                          | ペインVSカカシ (Pein VS Kakashi)                                              | 6. Mai 2010            | 2. Dez. 2010                          |
| 160        | 9         | Das Rätsel um Pain                          | ペインの謎 (Pein no Nazo)                                                     | 13. Mai 2010           | 3. Dez. 2010                          |
| 161        | 10        | Ein kleiner Held mit großem Mut             | 姓は猿飛、名は木ノ葉丸 (Sei wa Sarutobi, Na wa Konohamaru)                    | 20. Mai 2010           | 3. Dez. 2010                          |
| 162        | 11        | Naruto, wo bleibst du?                      | 世界に痛みを (Sekai ni Itami o)                                               | 27. Mai 2010           | 6. Dez. 2010                          |
| 163        | 12        | Die Rückkehr des Auserwählten               | 爆発! 仙人モード (Bakuhatsu! Sennin Mōdo)                                     | 3. Juni 2010           | 6. Dez. 2010                          |
| 164        | 13        | Im Modus der Weisen                         | 危機! 消えた仙人モード (Kiki! Kieta Sennin Mōdo)                              | 10. Juni 2010          | 24. Apr. 2011                         |
| 165        | 14        | Das Ende aller Hoffnung?                    | 九尾捕獲完了 (Kyūbi Hokaku Kanryō)                                            | 17. Juni 2010          | 24. Apr. 2011                         |
| 166        | 15        | Eine Sache des Herzens                      | 告白 (Kokuhaku)                                                               | 24. Juni 2010          | 1. Mai 2011                           |
| 167        | 16        | Die Macht des Neunschwänzigen               | 地爆天星 (Chibaku Tensei)                                                     | 1. Juli 2010           | 1. Mai 2011                           |
| 168        | 17        | Der Hokage der vierten Generation           | 四代目火影 (Yondaime Hokage)                                                  | 15. Juli 2010          | 8. Mai 2011                           |
| 169        | 18        | Begegnung zweier Schüler                    | ふたりの弟子 (Futari no Deshi)                                                | 22. Juli 2010          | 8. Mai 2011                           |
| 170        | 19        | Das Vermächtnis des vierten Hokage – Teil 1 | 大冒険! 四代目の遺産を探せ・前編 (Daibōken! Yondaime no Isan o Sagase Zenpen) | 29. Juli 2010          | 15. Mai 2011                          |
| 171        | 20        | Das Vermächtnis des vierten Hokage – Teil 2 | 大冒険! 四代目の遺産を探せ・後編 (Daibōken! Yondaime no Isan o Sagase Kōhen)  | 29. Juli 2010          | 15. Mai 2011                          |
| 172        | 21        | Das Bündnis der Waisenkinder                | 出逢い (Deai)                                                                 | 5. Aug. 2010           | 22. Mai 2011                          |
| 173        | 22        | Der Tag, an dem Pain erwachte               | ペイン誕生 (Pein Tanjō)                                                       | 12. Aug. 2010          | 22. Mai 2011                          |
| 174        | 23        | Wege zum Frieden                            | うずまきナルト物語 (Uzumaki Naruto Monogatari)                                | 19. Aug. 2010          | 29. Mai 2011                          |
| 175        | 24        | Der Held von Konoha                         | 木ノ葉の英雄 (Konoha no Eiyū)                                                 | 26. Aug. 2010          | 29. Mai 2011                          |

## Staffel 9
| Nr. (ges.) | Nr. (St.) | Deutscher Titel                 | Originaltitel                                      | Erstausstrahlung Japan | Deutschsprachige Erstausstrahlung (D) |
| ---------- | --------- | ------------------------------- | -------------------------------------------------- | ---------------------- | ------------------------------------- |
| 176        | 1         | Aller Anfang ist schwer         | 新米教師イルカ (Shinmai Kyōshi Iruka)              | 2. Sep. 2010           | 5. Juni 2011                          |
| 177        | 2         | Irukas Prüfung                  | イルカの試練 (Iruka no Shiren)                     | 9. Sep. 2010           | 5. Juni 2011                          |
| 178        | 3         | Irukas Entscheidung             | イルカの決意 (Iruka no Ketsui)                     | 16. Sep. 2010          | 12. Juni 2011                         |
| 179        | 4         | Kakashi und das ungleiche Team  | 担当上忍はたけカカシ (Tantō Jōnin Hatake Kakashi)  | 30. Sep. 2010          | 12. Juni 2011                         |
| 180        | 5         | Gemeinsam für den Wiederaufbau  | イナリ、試される勇気 (Inari, Tamesareru Yūki)      | 7. Okt. 2010           | 19. Juni 2011                         |
| 181        | 6         | Das missglückte Duell           | ナルト、仇討ち指南塾 (Naruto, Adauchi Shinan Juku) | 14. Okt. 2010          | 19. Juni 2011                         |
| 182        | 7         | Alte Feinde, neue Freunde       | 我愛羅「絆」 (Gaara "Kizuna")                      | 21. Okt. 2010          | 26. Juni 2011                         |
| 183        | 8         | Ein Nieser mit Folgen           | ナルト・アウトブレイク (Naruto Autobureiku)        | 28. Okt. 2010          | 26. Juni 2011                         |
| 184        | 9         | Der geniale Erfinder            | 出撃! テンテン班 (Shutsugeki! Tenten-han)          | 4. Nov. 2010           | 3. Juli 2011                          |
| 185        | 10        | Eine tierische Mission          | アニマル番外地 (Animaru Bangaichi)                 | 11. Nov. 2010          | 3. Juli 2011                          |
| 186        | 11        | Eine blumige Mission            | ああ、青春の漢方丸 (Ā, Seishun no Kanpō Maru)      | 18. Nov. 2010          | 10. Juli 2011                         |
| 187        | 12        | Gen-Jutsu für Anfänger – Teil 1 | ド根性師弟修業編 (Dokonjō Shitei Shugyōhen)        | 25. Nov. 2010          | 10. Juli 2011                         |
| 188        | 13        | Gen-Jutsu für Anfänger – Teil 2 | ド根性師弟忍風録 (Dokonjō Shitei Ninpūroku)        | 25. Nov. 2010          | 17. Juli 2011                         |
| 189        | 14        | Mission auf vier Pfoten         | サスケの肉球大全 (Sasuke no Nikukyū Taizen)        | 2. Dez. 2010           | 17. Juli 2011                         |
| 190        | 15        | Der ewige Genin                 | ナルトと老兵 (Naruto to Rōhei)                     | 9. Dez. 2010           | 24. Juli 2011                         |
| 191        | 16        | Kakashis Liebeslied             | カカシ恋歌 (Kakashi Koiuta)                        | 16. Dez. 2010          | 24. Juli 2011                         |
| 192        | 17        | Nejis Abenteuer                 | ネジ外伝 (Neji Gaiden)                             | 23. Dez. 2010          | 31. Juli 2011                         |
| 193        | 18        | Der versiegelte Geist           | 二度死んだ男 (Nido Shinda Otoko)                   | 6. Jan. 2011           | 31. Juli 2011                         |
| 194        | 19        | Eine innige Verbindung          | 最悪の二人三脚 (Saiaku no Nininsankyaku)           | 13. Jan. 2011          | 7. Aug. 2011                          |
| 195        | 20        | Shikamaru, der große Taktiker   | 連携、第十班 (Renkei, Daijū-han)                   | 20. Jan. 2011          | 7. Aug. 2011                          |
| 196        | 21        | Eine hartnäckige Verehrerin     | 闇への疾走 (Yami e no Shissō)                      | 27. Jan. 2011          | 14. Aug. 2011                         |

## Staffel 10
| Nr. (ges.) | Nr. (St.) | Deutscher Titel                           | Originaltitel                               | Erstausstrahlung Japan | Deutschsprachige Erstausstrahlung (D) |
| ---------- | --------- | ----------------------------------------- | ------------------------------------------- | ---------------------- | ------------------------------------- |
| 197        | 1         | Der neue Hokage                           | 六代目火影ダンゾウ (Rokudaime Hokage Danzō) | 10. Feb. 2011          | 14. Aug. 2011                         |
| 198        | 2         | Aus Freundschaft                          | 五影会談前夜 (Gokage Kaidan Zen'ya)         | 10. Feb. 2011          | 21. Aug. 2011                         |
| 199        | 3         | Aufbruch zum Treffen der fünf Kage        | 五影登場! (Gokage Tōjō!)                    | 17. Feb. 2011          | 21. Aug. 2011                         |
| 200        | 4         | Eine Allianz gegen Akatsuki               | ナルトの懇願 (Naruto no Tangan)             | 24. Feb. 2011          | 28. Aug. 2011                         |
| 201        | 5         | Ein bedeutendes Versprechen               | 苦渋の決断 (Kujū no Ketsudan)               | 3. März 2011           | 28. Aug. 2011                         |
| 202        | 6         | Verhandlungspause wider Willen            | 疾走る雷 (Hashiru Kaminari)                 | 10. März 2011          | 4. Sep. 2011                          |
| 203        | 7         | Sasukes dunkler Pfad                      | サスケの忍道 (Sasuke no Nindō)              | 17. März 2011          | 4. Sep. 2011                          |
| 204        | 8         | Die Kampfkunst der Kage                   | 五影の実力 (Gokage no Jitsuryoku)           | 24. März 2011          | 11. Sep. 2011                         |
| 205        | 9         | Madaras dunkle Pläne                      | 宣戦布告 (Sensen Fukoku)                    | 31. März 2011          | 11. Sep. 2011                         |
| 206        | 10        | Eine überraschende Liebeserklärung        | サクラの想い (Sakura no Omoi)               | 7. Apr. 2011           | 18. Sep. 2011                         |
| 207        | 11        | Ein Haifisch in Aktion                    | 尾獣VS尾のない尾獣 (Bijū VS O no Nai Bijū)  | 14. Apr. 2011          | 18. Sep. 2011                         |
| 208        | 12        | Die Bedeutung von Freundschaft            | 親友として (Shin'yū Toshite)                | 21. Apr. 2011          | 25. Sep. 2011                         |
| 209        | 13        | Danzous rechter Arm                       | ダンゾウの右腕 (Danzō no Migiude)           | 28. Apr. 2011          | 25. Sep. 2011                         |
| 210        | 14        | Das verbotene Gen-Jutsu                   | 禁じられた瞳術 (Kinjirareta Dōjutsu)        | 5. Mai 2011            | 1. Okt. 2011                          |
| 211        | 15        | Sasuke gegen Danzou                       | 志村ダンゾウ (Shimura Danzō)                | 12. Mai 2011           | 1. Okt. 2011                          |
| 212        | 16        | Ein riskanter Alleingang                  | サクラの覚悟 (Sakura no Kakugo)             | 19. Mai 2011           | 2. Okt. 2011                          |
| 213        | 17        | Verlorene Freundschaft                    | 失われた絆 (Ushinawareta Kizuna)            | 26. Mai 2011           | 2. Okt. 2011                          |
| 214        | 18        | Sakuras schwere Bürde                     | 背負うべき重荷 (Seoubeki Omoni)             | 2. Juni 2011           | 8. Okt. 2011                          |
| 215        | 19        | Zwei Schicksale                           | 宿命のふたり (Shukumei no Futari)           | 9. Juni 2011           | 8. Okt. 2011                          |
| 216        | 20        | Ein Shinobi höchsten Ranges               | 一流の忍 (Ichiryū no Shinobi)               | 16. Juni 2011          | 1. Juli 2012                          |
| 217        | 21        | Der geheime Eindringling                  | 潜入者 (Sennyūsha)                          | 23. Juni 2011          | 8. Juli 2012                          |
| 218        | 22        | Die Mobilisierung der fünf großen Reiche  | 動き出す大国 (Ugokidasu Taikoku)            | 30. Juni 2011          | 15. Juli 2012                         |
| 219        | 23        | Kakashi Hatake – Der neue Hokage          | 火影はたけカカシ (Hokage Hatake Kakashi)    | 7. Juli 2011           | 22. Juli 2012                         |
| 220        | 24        | Die Prophezeiung des alten Kröteneremiten | 大ガマの予言 (Ōgama no Yogen)               | 21. Juli 2011          | 29. Juli 2012                         |
| 221        | 25        | Kontrolle über den Fuchsgeist             | 蔵入り (Kurairi)                            | 28. Juli 2011          | 5. Aug. 2012                          |
| 222        | 26        | Zum Schutz der Bijuu-Geister              | 五影の決断 (Gokage no Ketsudan)             | 28. Juli 2011          | 12. Aug. 2012                         |

## Staffel 11
| Nr. (ges.) | Nr. (St.) | Deutscher Titel                          | Originaltitel                                                             | Erstausstrahlung Japan | Deutschsprachige Erstausstrahlung (D) |
| ---------- | --------- | ---------------------------------------- | ------------------------------------------------------------------------- | ---------------------- | ------------------------------------- |
| 223        | 1         | Der junge Mann und das Meer              | 青年と海 (Seinen to Umi)                                                  | 4. Aug. 2011           | 19. Aug. 2012                         |
| 224        | 2         | Die Insel der heilenden Kräuter          | 紅州の商忍 (Benisu no Shōnin)                                             | 11. Aug. 2011          | 26. Aug. 2012                         |
| 225        | 3         | Geisterschiff in Sicht!                  | 呪われた幽霊船 (Norowareta Yūreisen)                                      | 18. Aug. 2011          | 2. Sep. 2012                          |
| 226        | 4         | Tauchgang wider Willen                   | 戦艦の島 (Senkan no Shima)                                                | 25. Aug. 2011          | 9. Sep. 2012                          |
| 227        | 5         | Die Insel der vertrauten Geister         | 忘却の島 (Bōkyaku no Shima)                                               | 1. Sep. 2011           | 16. Sep. 2012                         |
| 228        | 6         | Kämpfe, Rock Lee, kämpfe!                | 闘えロックリー! (Tatakae Rokku Rī!)                                       | 8. Sep. 2011           | 23. Sep. 2012                         |
| 229        | 7         | Giftpilz an Bord                         | 食うか食われるか!踊るキノコ地獄 (Kuu ka Kuwareru ka! Odoru Kinoko Jigoku) | 22. Sep. 2011          | 30. Sep. 2012                         |
| 230        | 8         | Der Aufstand der Schattendoppelgänger    | 影の逆襲 (Kage no Gyakushū)                                               | 29. Sep. 2011          | 7. Okt. 2012                          |
| 231        | 9         | Die Straße der Seeräuber                 | 閉ざされた航路 (Tozasareta Kōro)                                          | 6. Okt. 2011           | 14. Okt. 2012                         |
| 232        | 10        | Mädelsabend                              | 木ノ葉の女子会 (Konoha no Joshikai)                                       | 13. Okt. 2011          | 21. Okt. 2012                         |
| 233        | 11        | Naruto, der Betrüger                     | 参上、偽? ナルト (Sanjō, Nise? Naruto)                                    | 20. Okt. 2011          | 28. Okt. 2012                         |
| 234        | 12        | Eine Lektion fürs Leben                  | ナルトの愛弟子 (Naruto no Manadeshi)                                      | 27. Okt. 2011          | 4. Nov. 2012                          |
| 235        | 13        | Eine Frau für Naruto                     | 撫子のくノ一 (Nadeshiko no Kunoichi)                                      | 3. Nov. 2011           | 11. Nov. 2012                         |
| 236        | 14        | Freunde, auf die man sich verlassen kann | 仲間の背中 (Nakama no Senaka)                                             | 10. Nov. 2011          | 18. Nov. 2012                         |
| 237        | 15        | Lehrjahre sind keine Herrenjahre!        | ああ、憧れの綱手様 (Ā, Akogare no Tsunade-sama)                           | 24. Nov. 2011          | 25. Nov. 2012                         |
| 238        | 16        | Sais freier Tag                          | サイの休息 (Sai no Kyūsoku)                                               | 1. Dez. 2011           | 2. Dez. 2012                          |
| 239        | 17        | Das legendäre Ino-Shika-Chou             | 伝説の猪鹿蝶 (Densetsu no InoShikaChō)                                    | 8. Dez. 2011           | 9. Dez. 2012                          |
| 240        | 18        | Kibas Entscheidung                       | キバの決意 (Kiba no Ketsui)                                               | 15. Dez. 2011          | 16. Dez. 2012                         |
| 241        | 19        | Der Besuch des ewigen Rivalen            | カカシ、永遠のライバルよ (Kakashi, Eien no Raibaru yo)                    | 22. Dez. 2011          | 23. Dez. 2012                         |
| 242        | 20        | Narutos Schwur                           | ナルトの誓い (Naruto no Chikai)                                           | 28. Dez. 2011          | 6. Jan. 2013                          |

## Staffel 12
| Nr. (ges.) | Nr. (St.) | Deutscher Titel                          | Originaltitel                                                    | Erstausstrahlung Japan | Deutschsprachige Erstausstrahlung (D) |
| ---------- | --------- | ---------------------------------------- | ---------------------------------------------------------------- | ---------------------- | ------------------------------------- |
| 243        | 1         | Ankunft im Paradies?                     | 上陸! 楽園の島? (Jōriku! Rakuen no Shima?)                       | 5. Jan. 2012           | 13. Jan. 2013                         |
| 244        | 2         | Das Schicksal, eine Jinchu-Kraft zu sein | キラービーとモトイ (Kirā Bī to Motoi)                            | 12. Jan. 2012          | 20. Jan. 2013                         |
| 245        | 3         | Nur die Harten kommen in den Garten!     | さらなる試練! ナルトVS九尾! (Saranaru Shiren! Naruto VS Kyūbi!!) | 19. Jan. 2012          | 27. Jan. 2013                         |
| 246        | 4         | Das Mädchen mit den feuerroten Haaren    | オレンジ色の輝き (Orenji-iro no Kagayaki)                        | 26. Jan. 2012          | 3. Feb. 2013                          |
| 247        | 5         | Was geschah vor 16 Jahren?               | 狙われた九尾 (Nerawareta Kyūbi)                                  | 2. Feb. 2012           | 10. Feb. 2013                         |
| 248        | 6         | Minato gegen den Neunschwänzigen         | 四代目の死闘!! (Yondaime no Shitō!!)                             | 9. Feb. 2012           | 17. Feb. 2013                         |
| 249        | 7         | Ein letztes Dankeschön                   | ありがとう (Arigatō)                                             | 9. Feb. 2012           | 24. Feb. 2013                         |
| 250        | 8         | Kampf im Paradies!                       | 珍獣VS怪人! 楽園の戦い! (Chinjū VS Kaijin! Rakuen no Tatakai!)   | 16. Feb. 2012          | 3. März 2013                          |
| 251        | 9         | Ein Mann namens Kisame                   | 鬼鮫という男 (Kisame to Iu Otoko)                                | 23. Feb. 2012          | 3. März 2013                          |
| 252        | 10        | Die Blüte der Hoffnung                   | 死へいざなう天使 (Shi e Izanau Tenshi)                           | 1. März 2012           | 10. März 2013                         |
| 253        | 11        | Heimkehr                                 | 平和への懸け橋 (Heiwa e no Kakehashi)                            | 8. März 2012           | 10. März 2013                         |
| 254        | 12        | Die super geheime S-Mission              | ドS級極秘任務 (Do S-kyū Gokuhi Ninmu)                            | 15. März 2012          | 17. März 2013                         |
| 255        | 13        | Der Künstler kehrt zurück                | 芸術家再び (Geijutsuka Futatabi)                                 | 22. März 2012          | 17. März 2013                         |
| 256        | 14        | Alliierte Truppen, versammelt euch!      | 集結! 忍連合軍! (Shūketsu! Shinobi Rengōgun!)                    | 29. März 2012          | 24. März 2013                         |
| 257        | 15        | Die erste Lektion                        | 出会い (Deai)                                                    | 5. Apr. 2012           | 24. März 2013                         |
| 258        | 16        | Rivalen                                  | ライバル (Raibaru)                                               | 12. Apr. 2012          | 31. März 2013                         |
| 259        | 17        | Dunkle Gefühle                           | 亀裂 (Kiretsu)                                                   | 19. Apr. 2012          | 31. März 2013                         |
| 260        | 18        | Trennung                                 | 離別 (Ribetsu)                                                   | 26. Apr. 2012          | 7. Apr. 2013                          |
| 261        | 19        | Für meinen Freund                        | 友のために (Tomo no Tame ni)                                     | 3. Mai 2012            | 7. Apr. 2013                          |
| 262        | 20        | Kampf der Marionetten                    | 開戦! (Kaisen!)                                                  | 10. Mai 2012           | 14. Apr. 2013                         |
| 263        | 21        | Sai und Shin                             | サイとシン (Sai to Shin)                                         | 17. Mai 2012           | 14. Apr. 2013                         |
| 264        | 22        | Kabutos mächtiges Jutsu                  | 穢土転生の秘密 (Edo Tensei no Himitsu)                           | 24. Mai 2012           | 21. Apr. 2013                         |
| 265        | 23        | Wiedersehen mit einem Feind              | 宿敵との再会 (Shukuteki to no Saikai)                            | 31. Mai 2012           | 21. Apr. 2013                         |
| 266        | 24        | Die legendären sieben Schwertkämpfer     | 最初の敵、最後の敵 (Saisho no Teki, Saigo no Teki)               | 7. Juni 2012           | 14. Mai 2013                          |
| 267        | 25        | Konohas genialer Stratege                | 木ノ葉の天才軍師 (Konoha no Tensai Gunshi)                       | 21. Juni 2012          | 14. Mai 2013                          |
| 268        | 26        | Harter Kampf für jeden                   | それぞれの激戦!! (Sorezore no Gekisen!!)                         | 28. Juni 2012          | 12. Feb. 2016                         |
| 269        | 27        | Verbotene Worte                          | NGワード (NG Wādo)                                               | 5. Juli 2012           | 15. Feb. 2016                         |
| 270        | 28        | Die goldene Formation                    | 金色の絆 (Konjiki no Kizuna)                                     | 19. Juli 2012          | 16. Feb. 2016                         |
| 271        | 29        | Road to Sakura                           | ロード・トゥ・サクラ (Rōdo Tu Sakura)                            | 26. Juli 2012          | 17. Feb. 2016                         |
| 272        | 30        | Mifune gegen Hanzou                      | ミフネVS半蔵 (Mifune VS Hanzō)                                   | 2. Aug. 2012           | 18. Feb. 2016                         |
| 273        | 31        | Wahre Güte                               | 本当 の優しさ (Hontō no Yasashisa)                               | 9. Aug. 2012           | 19. Feb. 2016                         |
| 274        | 32        | Perfekte Ino-Shika-Chou-Formation        | 完璧な猪鹿蝶!! (Kanpeki na InoShikaChō!!)                        | 9. Aug. 2012           | 22. Feb. 2016                         |
| 275        | 33        | Eine Nachricht von Herzen                | 心の中の手紙 (Kokoro no Naka no Tegami)                          | 16. Aug. 2012          | 23. Feb. 2016                         |

## Staffel 13
| Nr. (ges.) | Nr. (St.) | Deutscher Titel                                  | Originaltitel                                                    | Erstausstrahlung Japan | Deutschsprachige Erstausstrahlung (D) |
| ---------- | --------- | ------------------------------------------------ | ---------------------------------------------------------------- | ---------------------- | ------------------------------------- |
| 276        | 1         | Gedou Mazous Angriff                             | 外道魔像の襲来 (Gedō Mazō no Shūrai)                             | 23. Aug. 2012          | 24. Feb. 2016                         |
| 277        | 2         | Zeichen der Versöhnung                           | 和解の印 (Wakai no Shirushi)                                     | 30. Aug. 2012          | 25. Feb. 2016                         |
| 278        | 3         | Zielscheibe Arzt-Ninjas                          | 狙われた医療忍者 (Nerawareta Iryō Ninja)                         | 6. Sep. 2012           | 26. Feb. 2016                         |
| 279        | 4         | Zetsus Falle                                     | 白ゼツの罠 (Shiro Zetsu no Wana)                                 | 13. Sep. 2012          | 29. Feb. 2016                         |
| 280        | 5         | Die Ästhetik eines Künstlers                     | 芸術家の美学 (Geijutsuka no Bigaku)                              | 20. Sep. 2012          | 1. März 2016                          |
| 281        | 6         | Die Armee der Mütter-Allianz                     | 母ちゃん連合軍!! (Kā-chan Rengōgun!!)                            | 27. Sep. 2012          | 2. März 2016                          |
| 282        | 7         | Die geheime Geschichte des ultimativen Tag-Teams | 秘話・最強タッグ! (Hiwa Saikyō Taggu!)                           | 4. Okt. 2012           | 3. März 2016                          |
| 283        | 8         | Zwei Sonnen                                      | つの太陽!! (Futatsu no Taiyō!!)                                  | 11. Okt. 2012          | 4. März 2016                          |
| 284        | 9         | Helmspalter! Jinin Akebino                       | 兜割! 通草野餌人 (Kabutowari! Akebino Jinin)                     | 18. Okt. 2012          | 7. März 2016                          |
| 285        | 10        | Die Shakuton-Anwenderin Pakura aus Sunagakure    | 灼遁使い! 砂隠れのパクラ (Shakuton Tsukai! Sunagakure no Pakura) | 25. Okt. 2012          | 8. März 2016                          |
| 286        | 11        | Etwas Unersetzbares                              | 取り戻せないもの (Torimodosenai Mono)                            | 1. Nov. 2012           | 9. März 2016                          |
| 287        | 12        | Der Mann, der den Einsatz wert ist               | 賭けるに値する者 (Kakeru ni Ataisuru Mono)                       | 1. Nov. 2012           | 10. März 2016                         |
| 288        | 13        | Die Bedrohung: Das Duo Jinpachi-Kushimaru        | 脅威、甚八・串丸コンビ!! (Kyōi, Jinpachi Kushimaru Konbi!!)      | 8. Nov. 2012           | 11. März 2016                         |
| 289        | 14        | Ameyuri Ringo und das Blitzschwert               | 雷刀!! 林檎雨由利 (Raitō!! Ringo Ameyuri)                        | 15. Nov. 2012          | 14. März 2016                         |

## Chikara-Special
| Nr. (ges.) | Nr. (St.) | Deutscher Titel     | Originaltitel                                          | Erstausstrahlung Japan | Deutschsprachige Erstausstrahlung (D) |
| ---------- | --------- | ------------------- | ------------------------------------------------------ | ---------------------- | ------------------------------------- |
| 290        | 1         | Chikara – Episode 1 | 「力-Chikara-」episode1 ("Chikara" Episode 1)          | 22. Nov. 2012          | 11. Mai 2016                          |
| 291        | 2         | Chikara – Episode 2 | 「力-Chikara-」episode2 ("Chikara" Episode 2)          | 29. Nov. 2012          | 11. Mai 2016                          |
| 292        | 3         | Chikara – Episode 3 | 「力-Chikara-」episode3 ("Chikara" Episode 3)          | 6. Dez. 2012           | 11. Mai 2016                          |
| 293        | 4         | Chikara – Episode 4 | 「力-Chikara-」episode4 ("Chikara" Episode 4)          | 13. Dez. 2012          | 11. Mai 2016                          |
| 294        | 5         | Chikara – Episode 5 | 「力-Chikara-」episode5 ("Chikara" Episode 5)          | 20. Dez. 2012          | 11. Mai 2016                          |
| 295        | 6         | Chikara – Finale    | 「力-Chikara-」episode Final ("Chikara" Episode Final) | 10. Jan. 2013          | 11. Mai 2016                          |

## Staffel 14
| Nr. (ges.) | Nr. (St.) | Deutscher Titel                                      | Originaltitel                                                         | Erstausstrahlung Japan | Deutschsprachige Erstausstrahlung (D) |
| ---------- | --------- | ---------------------------------------------------- | --------------------------------------------------------------------- | ---------------------- | ------------------------------------- |
| 296        | 1         | Narutos Kampfeintritt                                | ナルト、参戦!! (Naruto, Sansen!!)                                     | 17. Jan. 2013          | 23. März 2016                         |
| 297        | 2         | Wünsche des Vaters und Liebe der Mutter              | 父の想い、母の愛 (Chichi no Omoi, Haha no Ai)                         | 24. Jan. 2013          | 24. März 2016                         |
| 298        | 3         | Endlich Kontakt! Naruto gegen Itachi                 | ついに接触!! ナルトVSイタチ (Tsuini Sesshoku!! Naruto VS Itachi)      | 31. Jan. 2013          | 25. März 2016                         |
| 299        | 4         | Der Anerkannte                                       | 認められし者 (Mitomerareshi Mono)                                     | 7. Feb. 2013           | 29. März 2016                         |
| 300        | 5         | Der Mizukage, die Riesenmuschel und die Fata Morgana | 水影と蜃と蜃気楼 (Mizukage to Ōhamaguri to Shinkirō)                  | 14. Feb. 2013          | 30. März 2016                         |
| 301        | 6         | Widerspruch                                          | 矛盾 (Mujun)                                                          | 21. Feb. 2013          | 31. März 2016                         |
| 302        | 7         | Der Horror: Jouki Booi                               | 恐怖・蒸危暴威 (Kyōfu Jōki Bōi)                                       | 28. Feb. 2013          | 1. Apr. 2016                          |
| 303        | 8         | Geister der Vergangenheit                            | 過去の亡霊 (Kako no Bōrei)                                            | 7. März 2013           | 4. Apr. 2016                          |
| 304        | 9         | Das Höllentransfer-Jutsu                             | 黄泉転身の術 (Yomi Tenshin no Jutsu)                                  | 14. März 2013          | 5. Apr. 2016                          |
| 305        | 10        | Die Rächer                                           | 復讐者 (Fukushūsha)                                                   | 21. März 2013          | 6. Apr. 2016                          |
| 306        | 11        | Augen des Herzens                                    | 心の目 (Kokoro no Me)                                                 | 28. März 2013          | 7. Apr. 2016                          |
| 307        | 12        | Verschwinden ins Mondlicht                           | 月光に消ゆ (Gekkō ni Kiyu)                                            | 4. Apr. 2013           | 8. Apr. 2016                          |
| 308        | 13        | Die Nacht des Sichelmondes                           | 三日月の夜 (Mikadzuki no Yoru)                                        | 11. Apr. 2013          | 11. Apr. 2016                         |
| 309        | 14        | Die Rang-A-Mission: Wettkampf im Schloss             | A級任務・御前試合 (A-kyū Ninmu Gozen Jiai)                            | 18. Apr. 2013          | 12. Apr. 2016                         |
| 310        | 15        | Fall der Burg                                        | 落城 (Rakujō)                                                         | 25. Apr. 2013          | 13. Apr. 2016                         |
| 311        | 16        | Prolog von „Road to Ninja“                           | プロローグ・オブ・ロード・トゥ・ニンジャ (Purorōgu Obu Rōdo Tu Ninja) | 2. Mai 2013            | 14. Apr. 2016                         |
| 312        | 17        | Der alte Mann und das Auge des Drachen               | 老人と龍の目 (Rōjin to Ryū no Me)                                     | 9. Mai 2013            | 15. Apr. 2016                         |
| 313        | 18        | Regen, Schnee und vereinzelt Blitze                  | 雨のち雪、ときどき雷 (Ame Nochi Yuki, Tokidoki Kaminari)              | 16. Mai 2013           | 18. Apr. 2016                         |
| 314        | 19        | Trauriger Regen bei heiterem Himmel                  | 悲しい天気雨 (Kanashī Tenkiame)                                       | 23. Mai 2013           | 19. Apr. 2016                         |
| 315        | 20        | Abschiedsschnee                                      | 名残雪 (Nagoriyuki)                                                   | 30. Mai 2013           | 20. Apr. 2016                         |
| 316        | 21        | Die Edo-Tensei-Allianz                               | 穢土転生連合軍!! (Edo Tensei Rengōgun!!)                              | 6. Juni 2013           | 21. Apr. 2016                         |
| 317        | 22        | Shino gegen Torune                                   | シノVSトルネ!! (Shino VS Torune!!)                                    | 13. Juni 2013          | 22. Apr. 2016                         |
| 318        | 23        | Das Loch im Herzen: Der andere Jinchuuriki           | 心の穴・もう一人の人柱力 (Kokoro no Ana Mō Hitori no Jinchūriki)      | 20. Juni 2013          | 25. Apr. 2016                         |
| 319        | 24        | Die Seele der Puppe                                  | 傀儡に宿る魂 (Kugutsu ni Yadoru Tamashī)                              | 27. Juni 2013          | 26. Apr. 2016                         |
| 320        | 25        | Lauf, Omoi                                           | 走れオモイ (Hashire Omoi)                                             | 4. Juli 2013           | 10. Okt. 2016                         |

## Staffel 15
| Nr. (ges.) | Nr. (St.) | Deutscher Titel                                                | Originaltitel                                                    | Erstausstrahlung Japan | Deutschsprachige Erstausstrahlung (D) |
| ---------- | --------- | -------------------------------------------------------------- | ---------------------------------------------------------------- | ---------------------- | ------------------------------------- |
| 321        | 1         | Verstärkung angekommen                                         | 増援到着 (Zōen Tōchaku)                                          | 18. Juli 2013          | 11. Okt. 2016                         |
| 322        | 2         | Madara Uchiha                                                  | うちはマダラ (Uchiha Madara)                                     | 25. Juli 2013          | 12. Okt. 2016                         |
| 323        | 3         | Zusammenkunft der fünf Kage                                    | 五影集結...!! (Gokage Shūketsu...!!)                             | 1. Aug. 2013           | 13. Okt. 2016                         |
| 324        | 4         | Die Maske, die nicht zerspringt und eine geplatzte Seifenblase | 割れない仮面・割れたシャボン玉 (Warenai Kamen Wareta Shabondama) | 8. Aug. 2013           | 14. Okt. 2016                         |
| 325        | 5         | Jinchuuriki gegen Jinchuuriki                                  | 人柱力VS人柱力!! (Jinchūriki VS Jinchūriki!!)                    | 15. Aug. 2013          | 17. Okt. 2016                         |
| 326        | 6         | Yonbi – Der Affenkönig                                         | 四尾・仙猿の王 (Yonbi Sen'en no Ō)                               | 22. Aug. 2013          | 18. Okt. 2016                         |
| 327        | 7         | Kyuubi                                                         | 九尾 (Kyūbi)                                                     | 29. Aug. 2013          | 19. Okt. 2016                         |
| 328        | 8         | Kurama                                                         | 九喇嘛 (Kurama)                                                  | 29. Aug. 2013          | 20. Okt. 2016                         |
| 329        | 9         | Zwei-Mann-Team                                                 | ツーマンセル (Tsū Man Seru)                                      | 5. Sep. 2013           | 21. Okt. 2016                         |
| 330        | 10        | Die Ankündigung des Sieges                                     | 勝利への予言 (Shōri e no Yogen)                                  | 12. Sep. 2013          | 24. Okt. 2016                         |
| 331        | 11        | Augen, die in die Finsternis blicken                           | 闇を見る眼 (Yami o Miru Me)                                      | 19. Sep. 2013          | 25. Okt. 2016                         |
| 332        | 12        | Wille aus Stein                                                | 石の意志 (Ishi no Ishi)                                          | 26. Sep. 2013          | 26. Okt. 2016                         |
| 333        | 13        | Das Risiko von Edo Tensei                                      | 穢土転生のリスク (Edo Tensei no Risuku)                          | 3. Okt. 2013           | 27. Okt. 2016                         |
| 334        | 14        | Der gemeinsame Kampf der Brüder                                | 兄弟、共闘!! (Kyōdai, Kyōtō!!)                                   | 10. Okt. 2013          | 28. Okt. 2016                         |
| 335        | 15        | Jedem sein eigenes Konoha                                      | 互いの木ノ葉 (Tagai no Konoha)                                   | 24. Okt. 2013          | 31. Okt. 2016                         |
| 336        | 16        | Kabuto Yakushi                                                 | 薬師カブト (Yakushi Kabuto)                                      | 31. Okt. 2013          | 2. Nov. 2016                          |
| 337        | 17        | Izanami Start!                                                 | 発動・イザナミ (Hatsudō Izanami)                                 | 7. Nov. 2013           | 3. Nov. 2016                          |
| 338        | 18        | Izanagi und Izanami                                            | イザナギとイザナミ (Izanagi to Izanami)                          | 14. Nov. 2013          | 4. Nov. 2016                          |
| 339        | 19        | Ich werde dich immer lieben                                    | お前をずっと愛している (Omae o Zutto Aishiteiru)                 | 21. Nov. 2013          | 7. Nov. 2016                          |
| 340        | 20        | Edo Tensei – Lösen                                             | 穢土転生・解 (Edo Tensei Kai)                                    | 28. Nov. 2013          | 8. Nov. 2016                          |
| 341        | 21        | Auferstehung von Orochimaru                                    | 復活!! 大蛇丸 (Fukkatsu!! Orochimaru)                            | 5. Dez. 2013           | 9. Nov. 2016                          |
| 342        | 22        | Das Geheimnis des Raum-Zeit-Jutsus                             | 時空間忍術の秘密 (Jikūkan Ninjutsu no Himitsu)                   | 12. Dez. 2013          | 10. Nov. 2016                         |
| 343        | 23        | Wer bist du denn?                                              | てめーは誰だ!! (Temē wa Dare da!!)                               | 19. Dez. 2013          | 11. Nov. 2016                         |
| 344        | 24        | Obito und Madara                                               | オビトとマダラ (Obito to Madara)                                 | 9. Jan. 2014           | 14. Nov. 2016                         |
| 345        | 25        | Ich bin in der Hölle                                           | オレは地獄に居る (Ore wa Jigoku ni Iru)                          | 16. Jan. 2014          | 15. Nov. 2016                         |
| 346        | 26        | Traumwelt                                                      | 夢の世界 (Yume no Sekai)                                         | 23. Jan. 2014          | 16. Nov. 2016                         |
| 347        | 27        | Schleichende Schatten                                          | 忍び寄る影 (Shinobiyoru Kage)                                    | 23. Jan. 2014          | 17. Nov. 2016                         |
| 348        | 28        | Neugeborene Akatsuki                                           | 新生・「暁」 (Shinsei "Akatsuki")                                | 30. Jan. 2014          | 18. Nov. 2016                         |

## Staffel 16
| Nr. (ges.) | Nr. (St.) | Deutscher Titel                   | Originaltitel                             | Erstausstrahlung Japan | Deutschsprachige Erstausstrahlung (D) |
| ---------- | --------- | --------------------------------- | ----------------------------------------- | ---------------------- | ------------------------------------- |
| 349        | 1         | Die Maske, die das Herz verbirgt  | 心を隠す面 (Kokoro o Kakusu Men)          | 6. Feb. 2014           | 30. Jan. 2017                         |
| 350        | 2         | Der Tod von Minato                | ミナトの死 (Minato no Shi)                | 13. Feb. 2014          | 31. Jan. 2017                         |
| 351        | 3         | Hashiramas Zellen                 | 柱間細胞 (Hashirama Saibō)                | 20. Feb. 2014          | 1. Feb. 2017                          |
| 352        | 4         | Der abtrünnige Shinobi Orochimaru | 抜け忍・大蛇丸 (Nukenin Orochimaru)       | 27. Feb. 2014          | 2. Feb. 2017                          |
| 353        | 5         | Versuchskörper von Orochimaru     | 大蛇丸の実験体 (Orochimaru no Jikken-tai) | 6. März 2014           | 3. Feb. 2017                          |
| 354        | 6         | Jeder hat seinen Weg              | それぞれの道 (Sorezore no Michi)          | 6. März 2014           | 6. Feb. 2017                          |
| 355        | 7         | Abgezielt auf das Sharingan       | 狙われた写輪眼 (Nerawareta Sharingan)     | 13. März 2014          | 7. Feb. 2017                          |
| 356        | 8         | Shinobi aus Konoha                | 木ノ葉の忍 (Konoha no Shinobi)            | 20. März 2014          | 8. Feb. 2017                          |
| 357        | 9         | Ein Uchiha in der ANBU            | 暗部のうちは (Anbu no Uchiha)             | 3. Apr. 2014           | 9. Feb. 2017                          |
| 358        | 10        | Coup d’État                       | クーデター (Kūdetā)                       | 10. Apr. 2014          | 10. Feb. 2017                         |
| 359        | 11        | Die Nacht des Massakers           | 惨劇の夜 (Sangeki no Yoru)                | 17. Apr. 2014          | 13. Feb. 2017                         |
| 360        | 12        | Tutoren-Jonin                     | 担当上忍 (Tantō Jōnin)                    | 24. Apr. 2014          | 14. Feb. 2017                         |
| 361        | 13        | Team 7                            | 第七班 (Dainana-han)                      | 8. Mai 2014            | 15. Feb. 2017                         |

## Staffel 17
| Nr. (ges.) | Nr. (St.) | Deutscher Titel               | Originaltitel                                | Erstausstrahlung Japan | Deutschsprachige Erstausstrahlung (D) |
| ---------- | --------- | ----------------------------- | -------------------------------------------- | ---------------------- | ------------------------------------- |
| 362        | 1         | Kakashis Entscheidung         | カカシの決意 (Kakashi no Ketsui)             | 15. Mai 2014           | 16. Feb. 2017                         |
| 363        | 2         | Das Jutsu der Shinobi-Allianz | 忍連合軍の術! (Shinobi Rengōgun no Jutsu!)   | 22. Mai 2014           | 17. Feb. 2017                         |
| 364        | 3         | Wer mit anderen verbunden ist | 繋がれるもの (Tsunagareru Mono)              | 5. Juni 2014           | 20. Feb. 2017                         |
| 365        | 4         | Die im Schatten tanzen        | 忍び舞う者たち (Shinobimau Mono-tachi)       | 12. Juni 2014          | 21. Feb. 2017                         |
| 366        | 5         | Die Allwissenden              | 全てを知る者たち (Subete o Shiru Mono-tachi) | 19. Juni 2014          | 22. Feb. 2017                         |
| 367        | 6         | Hashirama und Madara          | 柱間とマダラ (Hashirama to Madara)           | 3. Juli 2014           | 23. Feb. 2017                         |
| 368        | 7         | Bürgerkriegszeiten            | 戦国時代 (Sengoku Jidai)                     | 10. Juli 2014          | 24. Feb. 2017                         |
| 369        | 8         | Der wahre Traum               | 本当の夢 (Hontō no Yume)                     | 24. Juli 2014          | 27. Feb. 2017                         |
| 370        | 9         | Sasukes Antwort               | サスケの答え (Sasuke no Kotae)               | 30. Juli 2014          | 28. Feb. 2017                         |
| 371        | 10        | Das hohle Loch                | 風穴 (Kazaana)                               | 7. Aug. 2014           | 1. März 2017                          |
| 372        | 11        | Etwas Ausfüllendes            | 埋めるもの (Umeru Mono)                      | 14. Aug. 2014          | 10. Nov. 2017                         |

## Staffel 18
| Nr. (ges.) | Nr. (St.) | Deutscher Titel                                    | Originaltitel                               | Erstausstrahlung Japan | Deutschsprachige Erstausstrahlung (D) |
| ---------- | --------- | -------------------------------------------------- | ------------------------------------------- | ---------------------- | ------------------------------------- |
| 373        | 1         | Team 7 – versammeln!                               | 第七班、集結!! (Dainana-han, Shūketsu!!)    | 21. Aug. 2014          | 10. Nov. 2017                         |
| 374        | 2         | Die neue Dreier-Blockade                           | 新たなる三竦み (Aratanaru Sansukumi)        | 28. Aug. 2014          | 13. Nov. 2017                         |
| 375        | 3         | Kakashi gegen Obito                                | カカシVSオビト (Kakashi VS Obito)           | 4. Sep. 2014           | 13. Nov. 2017                         |
| 376        | 4         | Extra-Edition – Die Mission, den Kyuubi zu stehlen | 九尾強奪指令 (Kyūbi Gōdatsu Shirei)         | 11. Sep. 2014          | 14. Nov. 2017                         |
| 377        | 5         | Extra-Edition – Naruto gegen Mecha-Naruto          | ナルト対メカナルト (Naruto tai Meka Naruto) | 11. Sep. 2014          | 14. Nov. 2017                         |
| 378        | 6         | Der Jinchuuriki des Juubi                          | 十尾の人柱力 (Jūbi no Jinchūriki)           | 18. Sep. 2014          | 15. Nov. 2017                         |
| 379        | 7         | Durchbruch                                         | 突破口 (Toppakō)                            | 25. Sep. 2014          | 15. Nov. 2017                         |
| 380        | 8         | Der Tag, an dem Naruto geboren wurde               | ナルトが生まれた日 (Naruto ga Umareta Hi)   | 2. Okt. 2014           | 16. Nov. 2017                         |
| 381        | 9         | Der Götterbaum                                     | 神樹 (Shinju)                               | 9. Okt. 2014           | 16. Nov. 2017                         |
| 382        | 10        | Der Traum der Shinobi                              | 忍の夢 (Shinobi no Yume)                    | 16. Okt. 2014          | 17. Nov. 2017                         |
| 383        | 11        | Folge der Hoffnung                                 | 希望を追う (Kibō o Ou)                      | 23. Okt. 2014          | 17. Nov. 2017                         |
| 384        | 12        | Ein Herz voller Freunde                            | 仲間で満ちた心 (Nakama de Michita Kokoro)   | 30. Okt. 2014          | 20. Nov. 2017                         |
| 385        | 13        | Obito Uchiha                                       | うちはオビト (Uchiha Obito)                 | 6. Nov. 2014           | 20. Nov. 2017                         |
| 386        | 14        | Ich schaue nach dir                                | ちゃんと見てる (Chanto Miteru)              | 13. Nov. 2014          | 21. Nov. 2017                         |
| 387        | 15        | Eingehaltene Versprechen                           | 守られた約束 (Mamorareta Yakusoku)          | 20. Nov. 2014          | 21. Nov. 2017                         |
| 388        | 16        | Mein erster Freund                                 | 最初の友 (Saisho no Tomo)                   | 27. Nov. 2014          | 22. Nov. 2017                         |
| 389        | 17        | Die geliebte große Schwester                       | 憧れの姉さま (Akogare no Nē-sama)           | 4. Dez. 2014           | 22. Nov. 2017                         |
| 390        | 18        | Hanabis Entscheidung                               | ハナビの決意 (Hanabi no Ketsui)             | 4. Dez. 2014           | 23. Nov. 2017                         |
| 391        | 19        | Madara Uchiha ist auferstanden                     | うちはマダラ、立つ (Uchiha Madara, Tatsu)   | 11. Dez. 2014          | 23. Nov. 2017                         |
| 392        | 20        | Das verborgene Herz                                | 裏の心 (Ura no Kokoro)                      | 18. Dez. 2014          | 24. Nov. 2017                         |
| 393        | 21        | Das wahre Ende                                     | 本当の終わり (Hontō no Owari)               | 25. Dez. 2014          | 24. Nov. 2017                         |

## Staffel 19
| Nr. (ges.) | Nr. (St.) | Deutscher Titel                             | Originaltitel                                         | Erstausstrahlung Japan | Deutschsprachige Erstausstrahlung (D) |
| ---------- | --------- | ------------------------------------------- | ----------------------------------------------------- | ---------------------- | ------------------------------------- |
| 394        | 1         | Die neuen Chunin-Prüfungen                  | 新たなる中忍試験 (Aratanaru Chūnin Shiken)            | 8. Jan. 2015           | 27. Nov. 2017                         |
| 395        | 2         | Die Chunin-Prüfungen beginnen!              | 中忍試験、開始! (Chūnin Shiken, Kaishi!)              | 15. Jan. 2015          | 27. Nov. 2017                         |
| 396        | 3         | Drei Fragen                                 | 三つの問題 (Mittsu no Mondai)                         | 22. Jan. 2015          | 28. Nov. 2017                         |
| 397        | 4         | Zum Anführer geeignet                       | リーダーに相応しい者 (Rīdā ni Fusawashī Mono)         | 29. Jan. 2015          | 28. Nov. 2017                         |
| 398        | 5         | Am Vorabend der zweiten Runde               | 二次試験、前夜 (Niji Shiken, Zen'ya)                  | 5. Feb. 2015           | 29. Nov. 2017                         |
| 399        | 6         | Überleben in der Teufelswüste               | 魔の砂漠のサバイバル (Ma no Sabaku no Sabaibaru)      | 12. Feb. 2015          | 29. Nov. 2017                         |
| 400        | 7         | Als ein Tai-Jutsu-Anwender                  | 体術使いとして... (Taijutsu Tsukai Toshite...)        | 19. Feb. 2015          | 30. Nov. 2017                         |
| 401        | 8         | Die den Gipfel erreicht haben               | 極めし者 (Kiwameshi Mono)                             | 26. Feb. 2015          | 30. Nov. 2017                         |
| 402        | 9         | Flucht gegen Verfolgung                     | 逃走VS追跡 (Tōsō VS Tsuiseki)                         | 5. März 2015           | 1. Dez. 2017                          |
| 403        | 10        | Ein starker Wille gibt niemals auf          | 諦めないド根性 (Akiramenai Dokonjō)                   | 12. März 2015          | 1. Dez. 2017                          |
| 404        | 11        | Tentens Problem                             | テンテンの悩み (Tenten no Nayami)                     | 19. März 2015          | 4. Dez. 2017                          |
| 405        | 12        | Die beiden Eingeschlossenen                 | 閉じ込められた二人 (Tojikomerareta Futari)            | 26. März 2015          | 4. Dez. 2017                          |
| 406        | 13        | Mein Platz in dieser Welt                   | 自分の居場所 (Jibun no Ibasho)                        | 2. Apr. 2015           | 5. Dez. 2017                          |
| 407        | 14        | Der Yamanaka-Clan und das geheime Nin-Jutsu | 山中一族・秘伝忍術 (Yamanaka Ichizoku Hiden Ninjutsu) | 9. Apr. 2015           | 5. Dez. 2017                          |
| 408        | 15        | Die verfluchte Puppe                        | 呪いの人形 (Noroi no Ningyō)                          | 16. Apr. 2015          | 6. Dez. 2017                          |
| 409        | 16        | Im Schatten der Beiden                      | 二人の背中 (Futari no Senaka)                         | 23. Apr. 2015          | 6. Dez. 2017                          |
| 410        | 17        | Die Verschwörung ist in Gang gesetzt        | 動き出した陰謀 (Ugokidashita Inbō)                    | 30. Apr. 2015          | 7. Dez. 2017                          |
| 411        | 18        | Bijuu im Visier                             | 狙われた尾獣 (Nerawareta Bijū)                        | 7. Mai 2015            | 7. Dez. 2017                          |
| 412        | 19        | Nejis Entscheidung                          | ネジの判断 (Neji no Handan)                           | 14. Mai 2015           | 8. Dez. 2017                          |
| 413        | 20        | Hoffnung, die auf die Zukunft setzt         | 未来に託す思い (Mirai ni Takusu Omoi)                 | 21. Mai 2015           | 8. Dez. 2017                          |

## Staffel 20
| Nr. (ges.) | Nr. (St.) | Deutscher Titel                             | Originaltitel                                          | Erstausstrahlung Japan | Deutschsprachige Erstausstrahlung (D) |
| ---------- | --------- | ------------------------------------------- | ------------------------------------------------------ | ---------------------- | ------------------------------------- |
| 414        | 1         | Dem Tode nahe                               | 死の際 (Shi no Kiwa)                                   | 28. Mai 2015           | 11. Dez. 2017                         |
| 415        | 2         | Zwei Mangekyou                              | 二つの万華鏡 (Futatsu no Mangekyō)                     | 4. Juni 2015           | 11. Dez. 2017                         |
| 416        | 3         | Die Entstehung des Teams Minato             | 結成・ミナト班 (Kessei Minato-han)                     | 11. Juni 2015          | 12. Dez. 2017                         |
| 417        | 4         | Du bist meine Rückendeckung                 | お前はバックアップだ (Omae wa Bakkuappu da)            | 25. Juni 2015          | 12. Dez. 2017                         |
| 418        | 5         | Die grüne Bestie gegen Rikudou Madara       | 碧き猛獣VS六道マダラ (Aoki Mōjū VS Rikudō Madara)      | 2. Juli 2015           | 13. Dez. 2017                         |
| 419        | 6         | Papas Jugend                                | パパの青春 (Papa no Seishun)                           | 9. Juli 2015           | 13. Dez. 2017                         |
| 420        | 7         | Das Öffnen aller acht inneren Tore          | 八門遁甲の陣 (Hachimon Tonkō no Jin)                   | 23. Juli 2015          | 14. Dez. 2017                         |
| 421        | 8         | Rikudou Sennin                              | 六道仙人 (Rikudō Sennin)                               | 30. Juli 2015          | 14. Dez. 2017                         |
| 422        | 9         | Was weitergegeben wird                      | 受け継がれるもの (Uketsugareru Mono)                   | 6. Aug. 2015           | 15. Dez. 2017                         |
| 423        | 10        | Narutos Rivale                              | ナルトのライバル (Naruto no Raibaru)                   | 6. Aug. 2015           | 15. Dez. 2017                         |
| 424        | 11        | Ich stehe auf                               | 立つ (Tatsu)                                           | 13. Aug. 2015          | 19. Nov. 2018                         |
| 425        | 12        | Unendlicher Traum                           | 無限の夢 (Mugen no Yume)                               | 20. Aug. 2015          | 19. Nov. 2018                         |
| 426        | 13        | Das endlose Tsukuyomi                       | 無限月読 (Mugen Tsukuyomi)                             | 27. Aug. 2015          | 20. Nov. 2018                         |
| 427        | 14        | In der Traumwelt                            | 夢の世界へ (Yume no Sekai e)                           | 3. Sep. 2015           | 20. Nov. 2018                         |
| 428        | 15        | Ein Platz für Tenten                        | テンテンの居場所 (Tenten no Ibasho)                    | 3. Sep. 2015           | 21. Nov. 2018                         |
| 429        | 16        | Killer B Rappuden – Die Himmelsschriftrolle | キラービー落風伝・天の巻 (Kirābī Rappūden Ten no Maki) | 10. Sep. 2015          | 21. Nov. 2018                         |
| 430        | 17        | Killer B Rappuden – Die Erdschriftrolle     | キラービー落風伝・地の巻 (Kirābī Rappūden Chi no Maki) | 17. Sep. 2015          | 22. Nov. 2018                         |
| 431        | 18        | Noch einmal dieses Lächeln                  | あの笑顔をもう一度 (Ano Egao o Mōichido)               | 24. Sep. 2015          | 22. Nov. 2018                         |

## Staffel 21
| Nr. (ges.) | Nr. (St.) | Deutscher Titel               | Originaltitel                             | Erstausstrahlung Japan | Deutschsprachige Erstausstrahlung (D) |
| ---------- | --------- | ----------------------------- | ----------------------------------------- | ---------------------- | ------------------------------------- |
| 432        | 1         | Die Ninja-Niete               | 落ちこぼれ忍者 (Ochikobore Shinobi)       | 1. Okt. 2015           | 23. Nov. 2018                         |
| 433        | 2         | Antreten zur Such-Mission     | 出撃・探索任務 (Shutsugeki Tansaku Ninmu) | 8. Okt. 2015           | 26. Nov. 2018                         |
| 434        | 3         | Team Jiraiya                  | チーム・ジライヤ (Chīmu Jiraiya)          | 15. Okt. 2015          | 26. Nov. 2018                         |
| 435        | 4         | Prioritäten                   | 優先順位 (Yūsen Jun'i)                    | 22. Okt. 2015          | 27. Nov. 2018                         |
| 436        | 5         | Der maskierte Mann            | 仮面の男 (Kamen no Otoko)                 | 5. Nov. 2015           | 27. Nov. 2018                         |
| 437        | 6         | Die versiegelte Kraft         | 封印されし力 (Fūin Sareshi Chikara)       | 12. Nov. 2015          | 28. Nov. 2018                         |
| 438        | 7         | Befehle oder Kameraden?       | 掟か、仲間か (Okite ka, Nakama ka)        | 19. Nov. 2015          | 28. Nov. 2018                         |
| 439        | 8         | Das Kind aus der Prophezeiung | 予言の子 (Yogen no Ko)                    | 26. Nov. 2015          | 29. Nov. 2018                         |
| 440        | 9         | Der Vogel im Käfig            | 籠の鳥 (Kago no Tori)                     | 3. Dez. 2015           | 29. Nov. 2018                         |
| 441        | 10        | Rückkehr                      | 帰還 (Kikan)                              | 10. Dez. 2015          | 30. Nov. 2018                         |
| 442        | 11        | Der eigene Weg                | 互いの道 (Tagai no Michi)                 | 17. Dez. 2015          | 30. Nov. 2018                         |
| 443        | 12        | Der Kräfteunterschied         | 力の差 (Chikara no Sa)                    | 24. Dez. 2015          | 3. Dez. 2018                          |
| 444        | 13        | Der Abtrünnige                | 里抜け (Sato Nuke)                        | 14. Jan. 2016          | 3. Dez. 2018                          |
| 445        | 14        | Die Verfolger                 | 追手 (Otte)                               | 21. Jan. 2016          | 4. Dez. 2018                          |
| 446        | 15        | Der Zusammenstoß              | 衝突 (Shōtotsu)                           | 28. Jan. 2016          | 4. Dez. 2018                          |
| 447        | 16        | Ein weiterer Mond             | もう一つの月 (Mōhitotsu no Tsuki)         | 4. Feb. 2016           | 5. Dez. 2018                          |
| 448        | 17        | Kameraden                     | 仲間 (Nakama)                             | 11. Feb. 2016          | 5. Dez. 2018                          |
| 449        | 18        | Die Shinobi versammeln sich   | 忍連の共演 (Shinobi-tachi no Kyōen)       | 18. Feb. 2016          | 6. Dez. 2018                          |
| 450        | 19        | Rivalen                       | 好敵手 (Kōtekishu)                        | 25. Feb. 2016          | 6. Dez. 2018                          |

## Staffel 22
| Nr. (ges.) | Nr. (St.) | Deutscher Titel                         | Originaltitel                                     | Erstausstrahlung Japan | Deutschsprachige Erstausstrahlung (D) |
| ---------- | --------- | --------------------------------------- | ------------------------------------------------- | ---------------------- | ------------------------------------- |
| 451        | 1         | Leben wird gegeben, Leben wird genommen | 生まれる命、死ぬ命 (Umareru Inochi, Shinu Inochi) | 3. März 2016           | 7. Dez. 2018                          |
| 452        | 2         | Herausragendes Talent                   | 異才 (Isai)                                       | 10. März 2016          | 7. Dez. 2018                          |
| 453        | 3         | Der Schmerz des Lebens                  | 命の痛み (Inochi no Itami)                        | 17. März 2016          | 10. Dez. 2018                         |
| 454        | 4         | Shisuis Auftrag                         | シスイの依頼 (Shisui no Irai)                     | 24. März 2016          | 10. Dez. 2018                         |
| 455        | 5         | Mondnacht                               | 月夜 (Tsukiyo)                                    | 7. Apr. 2016           | 11. Dez. 2018                         |
| 456        | 6         | Die Finsternis der Akatsuki             | 暁の闇 (Akatsuki no Yami)                         | 14. Apr. 2016          | 11. Dez. 2018                         |
| 457        | 7         | Partner                                 | 相棒 (Aibō)                                       | 21. Apr. 2016          | 12. Dez. 2018                         |
| 458        | 8         | Wahrheit                                | 真 (Makoto)                                       | 28. Apr. 2016          | 12. Dez. 2018                         |

## Staffel 23
| Nr. (ges.) | Nr. (St.) | Deutscher Titel         | Originaltitel                             | Erstausstrahlung Japan | Deutschsprachige Erstausstrahlung (D) |
| ---------- | --------- | ----------------------- | ----------------------------------------- | ---------------------- | ------------------------------------- |
| 459        | 1         | Der Anfang aller Dinge  | はじまりのもの (Hajimari no Mono)         | 5. Mai 2016            | 13. Dez. 2018                         |
| 460        | 2         | Kaguya Ootsutsuki       | 大筒木カグヤ (Ōtsutsuki Kaguya)           | 12. Mai 2016           | 13. Dez. 2018                         |
| 461        | 3         | Hagoromo und Hamura     | ハゴロモとハムラ (Hagoromo to Hamura)     | 19. Mai 2016           | 14. Dez. 2018                         |
| 462        | 4         | Erfundene Vergangenheit | 造られた過去 (Tsukurareta Kako)           | 26. Mai 2016           | 14. Dez. 2018                         |
| 463        | 5         | Die erste Überraschung  | 意外性ナンバーワン! (Igai-sei Nanbā Wan!) | 2. Juni 2016           | 17. Dez. 2018                         |
| 464        | 6         | Ninshuu                 | 忍宗 (Ninshū)                             | 9. Juni 2016           | 17. Dez. 2018                         |
| 465        | 7         | Ashura und Indora       | アシュラとインドラ (Ashura to Indora)     | 16. Juni 2016          | 18. Dez. 2018                         |
| 466        | 8         | Die Reise der Prüfung   | 試練の旅 (Shiren no Tabi)                 | 30. Juni 2016          | 18. Dez. 2018                         |
| 467        | 9         | Ashuras Entschluss      | アシュラの決意 (Ashura no Ketsui)         | 7. Juli 2016           | 19. Dez. 2018                         |
| 468        | 10        | Der Nachfolger          | 後継者 (Kōkeisha)                         | 21. Juli 2016          | 19. Dez. 2018                         |
| 469        | 11        | Die Spezial-Mission     | 特別任務 (Tokubetsu Ninmu)                | 28. Juli 2016          | 20. Dez. 2018                         |

## Staffel 24
| Nr. (ges.) | Nr. (St.) | Deutscher Titel            | Originaltitel                       | Erstausstrahlung Japan | Deutschsprachige Erstausstrahlung (D) |
| ---------- | --------- | -------------------------- | ----------------------------------- | ---------------------- | ------------------------------------- |
| 470        | 1         | Gefühle, die verbinden     | 繋がる想い (Tsunagaru Omoi)         | 4. Aug. 2016           | 20. Dez. 2018                         |
| 471        | 2         | Immer diese Beiden         | 二人をちゃんと (Futari o Chanto)    | 11. Aug. 2016          | 21. Dez. 2018                         |
| 472        | 3         | Du wirst ganz bestimmt …   | お前は必ず (Omae wa Kanarazu)       | 18. Aug. 2016          | 21. Dez. 2018                         |
| 473        | 4         | Nochmal das Sharingan      | 写輪眼、再び (Sharingan, Futatabi)  | 25. Aug. 2016          | 27. Dez. 2018                         |
| 474        | 5         | Gratulation                | おめでとう (Omedetō)                | 1. Sep. 2016           | 27. Dez. 2018                         |
| 475        | 6         | Das Tal des Endes          | 終末の谷 (Shūmatsu no Tani)         | 8. Sep. 2016           | 28. Dez. 2018                         |
| 476        | 7         | Der letzte Kampf           | 最後の戦い (Saigo no Tatakai)       | 29. Sep. 2016          | 28. Dez. 2018                         |
| 477        | 8         | Naruto und Sasuke          | ナルトとサスケ (Naruto to Sasuke)   | 29. Sep. 2016          | 2. Jan. 2019                          |
| 478        | 9         | Das Zeichen der Versöhnung | 和解の印 (Wakai no In)              | 6. Okt. 2016           | 2. Jan. 2019                          |
| 479        | 10        | Naruto Uzumaki!!           | うずまきナルト!! (Uzumaki Naruto!!) | 13. Okt. 2016          | 3. Jan. 2019                          |

## Staffel 25
| Nr. (ges.) | Nr. (St.) | Deutscher Titel        | Originaltitel                | Erstausstrahlung Japan | Deutschsprachige Erstausstrahlung (D) |
| ---------- | --------- | ---------------------- | ---------------------------- | ---------------------- | ------------------------------------- |
| 480        | 1         | Naruto – Hinata        | NARUTO・HINATA               | 20. Okt. 2016          | 3. Jan. 2019                          |
| 481        | 2         | Sasuke – Sakura        | SASUKE・SAKURA               | 27. Okt. 2016          | 4. Jan. 2019                          |
| 482        | 3         | Gaara – Shikamaru      | GAARA・SHIKAMARU             | 3. Nov. 2016           | 4. Jan. 2019                          |
| 483        | 4         | Jiraiya – Kakashi      | JIRAIYA・KAKASHI             | 10. Nov. 2016          | 5. Jan. 2019                          |
| 484        | 5         | Explodierende Menschen | 起爆人間 (Kibaku Ningen)     | 1. Dez. 2016           | 5. Jan. 2019                          |
| 485        | 6         | Kolosseum              | 闘技場 (Koroshiamu)          | 8. Dez. 2016           | 5. Jan. 2019                          |
| 486        | 7         | Fuushin                | 風心 (Fūshin)                | 15. Dez. 2016          | 7. Jan. 2019                          |
| 487        | 8         | Das Ketsuryuugan       | 血龍眼 (Ketsuryūgan)         | 22. Dez. 2016          | 7. Jan. 2019                          |
| 488        | 9         | Der letzte Mensch      | 最後の一人 (Saigo no Hitori) | 5. Jan. 2017           | 8. Jan. 2019                          |
| 489        | 10        | Wolken im Wind         | 風雲 (Fūun)                  | 12. Jan. 2017          | 8. Jan. 2019                          |
| 490        | 11        | Dunkle Wolken          | 暗雲 (An’un)                 | 19. Jan. 2017          | 9. Jan. 2019                          |
| 491        | 12        | Leichtsinn             | 闇雲 (Yamikumo)              | 26. Jan. 2017          | 9. Jan. 2019                          |
| 492        | 13        | Wolken des Zweifels    | 疑雲 (Giun)                  | 2. Feb. 2017           | 10. Jan. 2019                         |
| 493        | 14        | Morgendämmerung        | 東雲 (Shinonome)             | 9. Feb. 2017           | 10. Jan. 2019                         |

## Staffel 26
| Nr. (ges.) | Nr. (St.) | Deutscher Titel                        | Originaltitel                              | Erstausstrahlung Japan | Deutschsprachige Erstausstrahlung (D) |
| ---------- | --------- | -------------------------------------- | ------------------------------------------ | ---------------------- | ------------------------------------- |
| 494        | 1         | Narutos Hochzeit                       | ナルトの結婚 (Naruto no Kekkon)            | 16. Feb. 2017          | 11. Jan. 2019                         |
| 495        | 2         | Mit voller Kraft zum Hochzeitsgeschenk | フルパワー結婚祝い (Furu Pawā Kekkon Iwai) | 16. Feb. 2017          | 11. Jan. 2019                         |
| 496        | 3         | Dampf und Proviantkugeln               | 湯けむりと兵糧丸 (Yukemuri to Hyōrōgan)    | 23. Feb. 2017          | 14. Jan. 2019                         |
| 497        | 4         | Das Geschenk des Kazekage              | 風影の御祝 (Kazekage no Oiwai)             | 2. März 2017           | 14. Jan. 2019                         |
| 498        | 5         | Die letzte Mission                     | 最後の任務 (Saigo no Ninmu)                | 9. März 2017           | 15. Jan. 2019                         |
| 499        | 6         | Das Ende der geheimen Mission          | 極秘任務の行方 (Gokuhi Ninmu no Yukue)     | 16. März 2017          | 15. Jan. 2019                         |
| 500        | 7         | Glückwünsche                           | 祝いの言葉 (Iwai no Kotoba)                | 23. März 2017          | 16. Jan. 2019                         |